# 9191 Hokuto
9191 Hokuto è un asteroide della fascia principale. Scoperto nel 1991, presenta un'orbita caratterizzata da un semiasse maggiore pari a 2,5991092 UA e da un'eccentricità di 0,1136949, inclinata di 11,91458° rispetto all'eclittica.
L'asteroide è dedicato all'omonima città giapponese della prefettura di Yamanashi, luogo natìo dello scopritore.